# Südstadt-Bult
Südstadt-Bult, Stadtbezirk Südstadt-Bult – okręg administracyjny w Hanowerze, w Niemczech, w kraju związkowym Dolna Saksonia. Liczy 41 575 mieszkańców. W jego skład wchodzą dwie dzielnice (Stadtteil).

## Rozwój populacji

Wykres przedstawia rozwój populacji w powiecie Südstadt-Bult od 1 stycznia 2005 roku